# آيت موتد (آيت يول)
آيت موتد هي إحدى مشيخات المملكة المغربية، تتبع جغرافيا لإقليم تنغير وإداريًا لآيت يول. يقدر عدد سكانها بـ 1711 نسمة حسب الإحصاء الرسمي للسكان والسكنى لسنة 2004.